# Mixtocalanus robustus
Mixtocalanus robustus är en kräftdjursart som beskrevs av Brodsky 1950. Mixtocalanus robustus ingår i släktet Mixtocalanus och familjen Scolecitrichidae. Inga underarter finns listade i Catalogue of Life.